# Palazzo della Penna
Il Palazzo della Penna è situato in via Podiani 11 a Perugia ed è sede del Museo civico di Palazzo della Penna-Centro di Cultura Contemporanea, della Deputazione di Storia Patria per l'Umbria e dell'Assessorato alla Cultura e di altri Uffici comunali.

## Storia

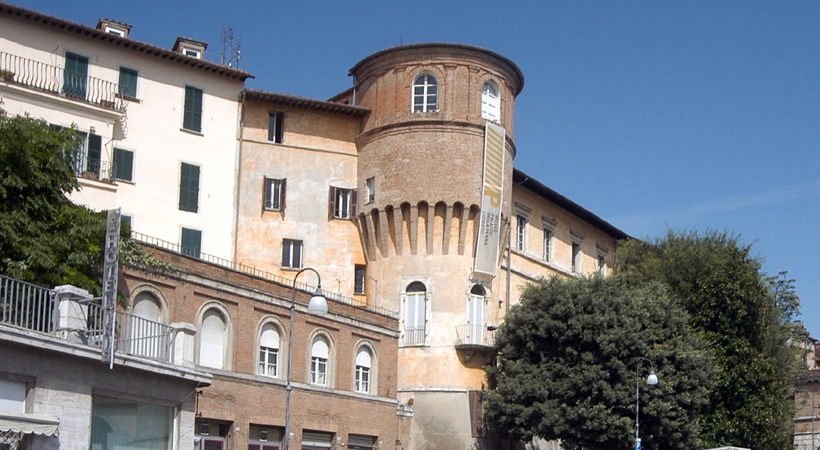
Palazzo della Penna

Prestigiosa residenza nobiliare,  costruita in più fasi tra il XVI e il XIX secolo. Appartenne prima alla famiglia dei Vibi, poi ai sigg. “Arcipreti della Penna" . Presenta una stratificazione di differenti epoche storiche: l’edificio cinquecentesco è impostato sui resti dell’anfiteatro romano, rimessi in luce nel corso dei lavori di ristrutturazione del palazzo svolti negli anni '80; si tratta di parti di una struttura muraria in opera cementizia, consistente nella fronte esterna di una galleria periferica, la cui parte visibile è lunga circa m. 35. 
Nel lato meridionale il palazzo ingloba anche un tracciato viario e tratti di mura della cinta urbana d’epoca medievale.

## Decorazione interna
Nei primi anni dell’Ottocento fu ristrutturato e internamente affrescato. Al primo piano sono alcuni dipinti del XIX secolo ispirati al Mito di Paride, di Antonio Castelletti , artista umbro di Paciano, rappresentante del neoclassicismo; allievo di Francesco Appiani di Ancona e del perugino Cristoforo Gasperi. Nel soffitto della prima sala del piano terra, è rappresentato Apollo che suona la lira circondato da figure danzanti dipinte secondo lo stile dell'antica pittura vascolare greca a figure rosse su sfondo nero. Il tema della decorazione del soffitto della seconda sala è “il giudizio di Paride”, raffigurato in un tondo attorinato da eleganti motivi decorativi, dove si distinguono le tre dee sottoposte a giudizio: Era, Atena e Afrodite e il messaggero degli dei Mercurio. Nella terza sala, chiamata Sala di Apollo, è rappresentata invece l’ ”Apoteosi di Paride”: il principe mortale è accolto nell’Olimpo da Apollo, circondato dalle allegorie delle quattro stagioni e delle età dell'uomo. Sullo sfondo Saturno con il suo attributo: il serpente che si morde la coda o uroboro, simbolo del tempo inteso in senso circolare. Al di sotto dell'ovale che racchiude la scena principale c'è la notte che fugge l'alba nascente rappresentata dalla biga di Apollo con i cavalli che scalpitano, tenuti alla briglia dalle tre Parche, metafora del trascorrere del tempo. Alle pareti monocromi con scene di combattimenti, corse di bighe, e riti sacrificali come la Suovetaurilia”. Al centro della terza sala c'è “Paride principe di Troia” armato a Cavallo; nella quarta  “il ratto di Elena”, circondato da figure danzanti e bracieri ardenti, sotto il quale si legge ancora la firma dell'autore del ciclo, Antonio Castelletti, e la data di realizzazione: il 1812. Nella quinta ed ultima sala sono raffigurate giovani figure danzanti, forse Menadi, circondate da tessuti decorati in trompe-l'œil e pampini di vite, allusione a Dioniso. Dello stesso periodo sono le vedute ideali, all’interno della stanza dei Paesaggi (secondo piano), opera del decoratore e scenografo Pasquale Angelini, padre del noto eclettico Annibale Angelini, scenografo decoratore restauratore. Nella torretta circolare del secondo piano è un fregio a monocromo, probabile opera di Giuseppe Carattoli  (1835) .

## Collezione dispersa del Barone Fabrizio della Penna
Il palazzo fu definito nel 1822 da Serafino Siepi "assai vasto e magnifico palazzo" e veniva segnalato agli occhi dei contemporanei per ospitare al suo interno una ricca biblioteca e una prestigiosa quadreria. Dall'Inventario dei beni appartenuti al Barone Fabrizio della Penna, stilato nel 1838 dal notaio Giacomo Antonini sulla base di accurate perizie, risulta che la biblioteca constava di 1994 opere, di cui si offriva una dettagliata descrizione bibliografica comprensiva del valore complessivo della collezione.  Massimo fu l'apprezzamento mostrato da Siepi anche in merito alla quadreria, definita "preziosa collezione di pitture pregevolissime e la più copiosa di quante altre ne esistono in Perugia". Il nucleo iniziale della raccolta prese avvio alla metà del Seicento per iniziativa di Ascanio della Penna (1607-1664), il cui raffinato gusto collezionistico fu favorito dallo studio delle belle arti, coltivate una volta entrato al servizio dei Granduchi di Toscana in qualità di paggio, e dalla frequentazione con il pittore napoletano Salvatore Rosa, del quale possedeva diversi dipinti.
Al barone Fabrizio della Penna Crispolti (1779-1838) si deve in particolare l'acquisto nel 1821 dai padri serviti di Santa Maria Nuova di Perugia della “Madonna col Bambino tra i Santi Girolamo e Francesco”, "opera eccellente di Pietro Perugino stimata 5000 scudi regi". Responsabile della dispersione della quadreria fu invece Fabrizio Ricci della Penna (-1901), la cui cattiva amministrazione del patrimonio di famiglia produsse come effetto la vendita forzosa dei suoi beni , imposta nel 1899 dal Tribunale di Perugia..

## Museo civico di Palazzo della Penna - Centro di cultura contemporanea
In continuità con la sua storia, oggi il palazzo è sede del Museo civico di Palazzo della Penna,  che ospita al suo interno due importanti collezioni permanenti legate alla storia della città. Dalla scala elicoidale di Franco Minissi si scende al primo piano inferiore e, passando tra i resti dell'anfiteatro romano si accede alla prima collezione permanente: Dottori e i Futuristi Umbri dove è possibile ammirare una vasta raccolta delle opere del pittore futurista Gerardo Dottori (Perugia, 11 novembre 1884 - 13 giugno 1977) dagli esordi accademici, attraverso le sperimentazioni divisioniste, fino alle più note opere aereo-pittoriche e di Arte Sacra Futurista.
Proseguendo, al secondo piano inferiore si entra nella sezione dedicata a Joseph Beuys: la grande sala voltata ospita “Opera Unica”, sei lavagne eseguite dall’artista tedesco Joseph Beuys,  già negli anni ‘70 ispiratore del movimento dei Verdi in Germania. Le lavagne sono corredate dalla mostra documentaria del suo passaggio a Perugia nel 1980. Le opere sono una sintesi delle sue teorie sull'arte in rapporto alla natura e alla società; furono realizzate e poi illustrate durante la performance promossa dal critico d'arte Italo Tomassoni, nella Sala Cannoniera della Rocca Paolina il 3 aprile 1980 , che vide l'incontro tra l'artista tedesco e l'italiano Alberto Burri, di cui in città è un'altra importante opera contemporanea: il Grande Nero , donata al Comune di Perugia nel 1984, per essere esposta in permanenza alla Rocca Paolina.
All'interno del museo sono ospitate periodiche mostre temporanee, prevalentemente dedicate all'arte contemporanea, alla fotografia e alla recente storia artistica e culturale della città.  Nel complesso sono conservate anche altre opere di artisti contemporanei, tra cui tre sculture polimateriche di Brajo Fuso  (Perugia, 21 febbraio 1899 – Perugia, 30 dicembre 1980) appartenenti alla serie degli Elleni (1965) collocate nel cortile interno.  B. Fuso fu l'artista perugino anticipatore dell'Arte povera, definita dal suo amico francese André Verdet.,  Débrisart o Arte del rottame.
Il cortile del palazzo è caratterizzato da una monumentale scala elicoidale che unisce tre livelli dell'edificio, progettata dall'architetto Franco Minissi (Viterbo, 12 marzo 1919 – Bracciano, 25 agosto 1996) negli anni Ottanta del novecento.
In omaggio al poeta perugino Paolo Vinti, nell’atrio è l’installazione: “Io sono Paolo Vinti” (2011),  di Daniele Pampanelli, due cravatte su specchio a significare che ognuno specchiandosi per un attimo può identificarsi in Paolo Vinti.
L’8 marzo 2019 è stata collocata un’altra opera contemporanea, la scultura dal titolo “senza catene”, eseguita dagli studenti del liceo artistico perugino Bernardino Di Betto. Una donna dai morbidi lineamenti, è seduta su una panchina rossa, cinta soltanto da una fascia dorata sui seni. Come molte installazioni di panchine rosse, idealmente occupate da presenze invisibili, è posta per non dimenticare le tante donne che hanno perso la vita , vittime di violenza. I suoi colori sono il rosso e l'oro: il rosso come sempre richiama alla violenza, ma allo stesso tempo alla lotta per un ritorno all'età dell'oro, dove trionferà finalmente l'armonia.
All'interno della struttura museale è presente anche un punto di ristoro.